# Eugenio Nenci
Eugenio Nenci fue un deportista italiano que compitió en remo. Ganó tres medallas en el Campeonato Europeo de Remo entre los años 1929 y 1931.

## Palmarés internacional
| Campeonato Europeo | Campeonato Europeo  | Campeonato Europeo | Campeonato Europeo |
| Año                | Lugar               | Medalla            | Prueba             |
| ------------------ | ------------------- | ------------------ | ------------------ |
| 1929               | Bydgoszcz (Polonia) | Medalla de oro     | Ocho con timonel   |
| 1930               | Lieja (Bélgica)     | Medalla de plata   | Ocho con timonel   |
| 1931               | París (Francia)     | Medalla de plata   | Ocho con timonel   |